# Ган-Клаб-Истейтс
Ган-Клаб-Истейтс (англ. Gun Club Estates) — статистически обособленная местность, расположенная в округе Палм-Бич (штат Флорида, США) с населением в 711 человек по статистическим данным переписи 2000 года.

## География
По данным Бюро переписи населения США статистически обособленная местность Ган-Клаб-Истейтс имеет общую площадь в 0,26 квадратных километров, водных ресурсов в черте населённого пункта не имеется.
Статистически обособленная местность Ган-Клаб-Истейтс расположена на высоте 4 м над уровнем моря.

## Демография
По данным переписи населения 2000 года в Ган-Клаб-Истейтс проживало 711 человек, 182 семьи, насчитывалось 250 домашних хозяйств и 268 жилых домов. Средняя плотность населения составляла около 2734,62 человек на один квадратный километр. Расовый состав населённого пункта распределился следующим образом: 87,34 % белых, 2,25 % — чёрных или афроамериканцев, 0,14 % — коренных американцев, 0,14 % — азиатов, 6,61 % — представителей смешанных рас, 3,52 % — других народностей. Испаноговорящие составили 39,80 % от всех жителей статистически обособленной местности.
Из 250 домашних хозяйств в 34,8 % воспитывали детей в возрасте до 18 лет, 45,2 % представляли собой совместно проживающие супружеские пары, в 17,2 % семей женщины проживали без мужей, 26,8 % не имели семей. 17,2 % от общего числа семей на момент переписи жили самостоятельно, при этом 5,2 % составили одинокие пожилые люди в возрасте 65 лет и старше. Средний размер домашнего хозяйства составил 2,84 человек, а средний размер семьи — 3,09 человек.
Население статистически обособленной местности по возрастному диапазону по данным переписи 2000 года распределилось следующим образом:  — жители младше 18 лет, 9,3 % — между 18 и 24 годами, 36,0 % — от 25 до 44 лет, 21,2 % — от 45 до 64 лет и 7,3 % — в возрасте 65 лет и старше. Средний возраст жителей составил 34 года. На каждые 100 женщин в Ган-Клаб-Истейтс приходилось 108,5 мужчин, при этом на каждые сто женщин 18 лет и старше приходилось 105,9 мужчин также старше 18 лет.
Средний доход на одно домашнее хозяйство статистически обособленной местности составил 33 380 долларов США, а средний доход на одну семью — 28 375 долларов. При этом мужчины имели средний доход в 19 943 доллара США в год против 21 372 доллара среднегодового дохода у женщин. Доход на душу населения статистически обособленной местности составил 33 380 долларов в год. Все семьи имели доход, превышающий уровень бедности, 3,7 % от всей численности населения находилось на момент переписи населения за чертой бедности, при том все жители младше 18 и старше 65 лет имели совокупный доход, превышающий прожиточный минимум.